# Mas del Codina
El Mas del Codina és una obra de Cervera (Segarra) protegida com a Bé Cultural d'Interès Local.

## Descripció
Edifici aïllat de planta rectangular amb cossos afegits als costats nord i est del cos principal. Consta de planta baixa, dues plantes i golfes. Coberta a quatre vessants. Al costat de ponent de la planta primera hi ha una galeria amb arcs carpanells, tancada. Façanes planes amb finestres, balcons i portalada de pedra; aquesta és adovellada d'arc escarser igual que les finestres de la segona planta. Les obertures de les golfes són el·líptiques. Les façanes estan arrebossades ressaltant els carreus de cantonada.